# Площа Ринок (Івано-Франківськ)
Площа Ринок — центральна площа в Івано-Франківську, історичне серце міста, характерне явище для середньовічної архітектури європейських міст.

## Європейська традиція
За європейською традицією будування міста із магдебурзьким правом передбачала, що квадратова площа довкола ратуші — іменувалася площею Ринок, а по периметру щільно забудовувалась будинками. Висота будинків не повинна була перевищувати два (пізніше три) поверхи, а ширина мала бути в межах трьох–чотирьох вікон. На жаль, сьогодні традиція містобудування, а разом з нею і гармонія архітектурного ансамблю площі Ринок порушені деякими високими будинками (від чотирьох до шести поверхів), що зведені на місці старих.
Нумерація будинків велась від одного з кутів площі по периметру. Так було і в Станіславові (нині — Івано-Франківську) протягом століть. В часи радянського панування кожна сторона площі одержала свою назву. Лише північна була названа вулицею Ринок. Перейменування вулиці 17 Вересня з південної сторони площі на площу Ринок є намаганням повернутись до історичної назви і структури площі.

## Історія

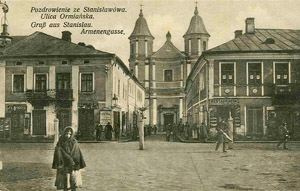
Площа Ринок в минулому

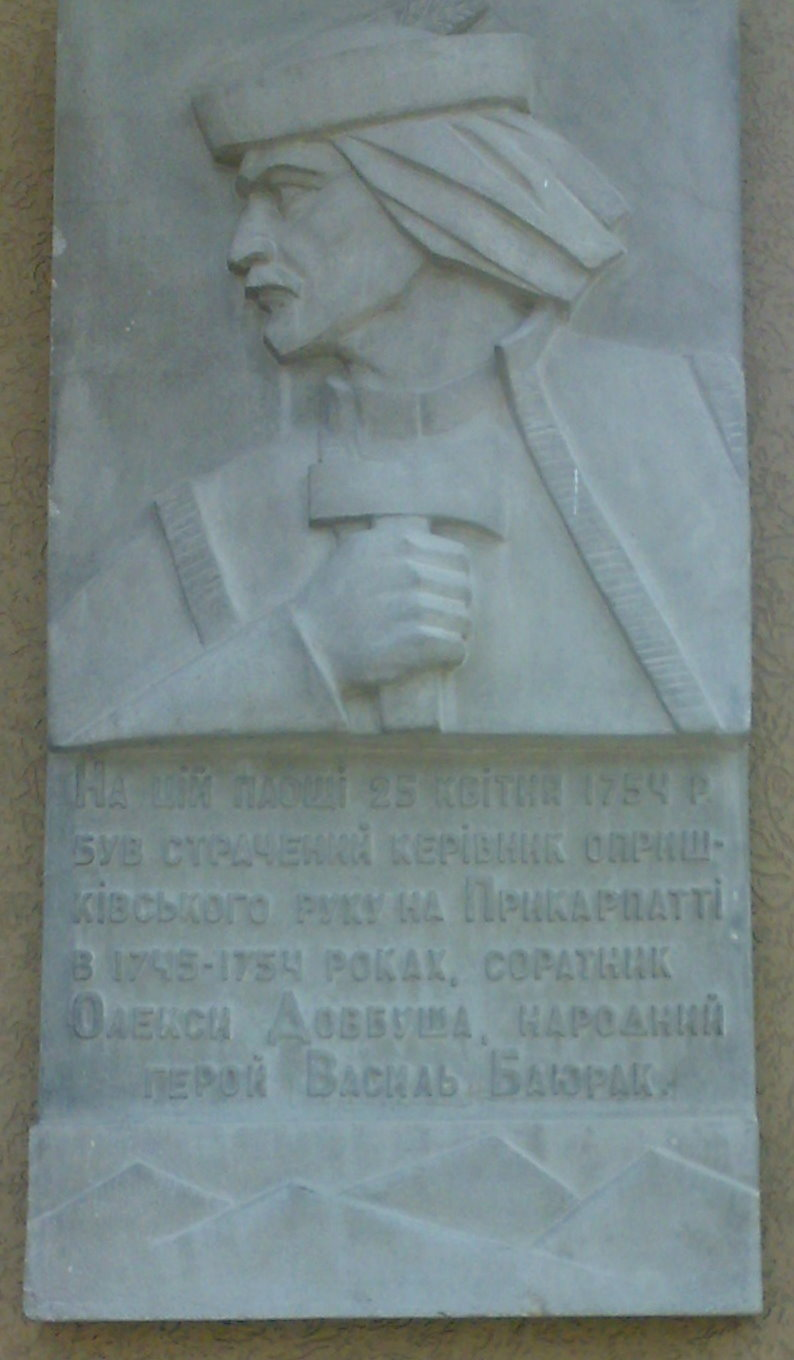
Меморіальна дошка Василеві Баюраку на ратуші

Саме із площі Ринок та ратуші розпочалося містобудування Станиславова.
У 1675 році в історично-географічному центрі міста-фортеці замість дерев'яного спостережного пункту було збудовано тимчасове приміщення першої ратуші, яка використовувалася як військово-пожежний спостережний пункт міста. В той час під площею, — від ратуші до всіх військових споруд, — розходилася по місту система підземних переходів і запасних виходів. В зруйнованому вигляді вони збереглися і до наших часів.
На площі Ринок тричі на рік проводилися великі ярмарки: починалися 7 травня, 8 вересня та 28 листопада і тривали, зазвичай, чотири тижні. Сповіщав про початок і закінчення ярмарку ратушний дзвін. На станіславську ярмарку приїжджали не тільки з навколишніх сіл та міст, — тут можна було почути німецьку, італійську, французьку, чеську, словацьку, угорську, татарську, турецьку, російську, білоруську, шведську та інші мови. Один-два рази на тиждень спеціально призначені люди перевіряли ваги та інші вимірювальні прилади в шинках та у перекупок і в ратуші ставили відповідні клейма. Без такого клейма торгівля заборонялася. Навколо ратуші знаходилось багато крамниць, лотків, складів. Так, у переписі Станіслава у 1720 році містяться відомості про 27 крамниць.
Після турецької облоги дерев'яну ратушу розібрали і в 1695 році завершили будівництво нової споруди ратуші. Архітектор Кароль Беное поєднав стрілчасті вежі із кроквяним склепінням поверхів у формі хреста. Його рамена чотирма кінцями виходили до кутів ринку і чотирьох сторін світу. Від цього часу в ній засідав магістрат, відбувалися суди та приймалися найважливіші рішення. В ратуші лавники під керівництвом війта розглядали судові справи, а засуджених до смертної кари страчували на ринковій площі. 
З усіх судових вироків смертної кари у XVII столітті один було винесено жінці за чарівництво. Насправді її було покарано за розбещення юнаків, але через відсутність відповідної статті її було обвинувачено у чарівництві й засуджено до спалення. У Станіславі це був єдиний випадок аутодафе.
Саме суд лавників карав на смерть карпатських опришків, що перебували у підземеллях ратуші, а перед тим — у будинку на вулиці Старозамковій. Остання прилюдна розправа відбулася 25 квітня 1754 року: на площі Ринок був страчений сподвижник і наступник Олекси Довбуша — Василь Баюрак. Передсмертним проханням приреченого було пограти на гуцульській сопілці. Це запам’ятав і зафіксував очевидець тих подій польський поет Францішек Карпінський, якому на той час було тринадцять років.  Страта була дуже жорстокою, оскільки після того як людей четвертували, їхні частини тіла повинні були розвісити на шибениці в полі, а потім закопати у землю. 
У 1992 року з нагоди Дня Незалежності України за ініціативою професора Володимира Грабовецького на ратуші було встановлено меморіальну дошку Василеві Баюраку.

## Цікаві факти

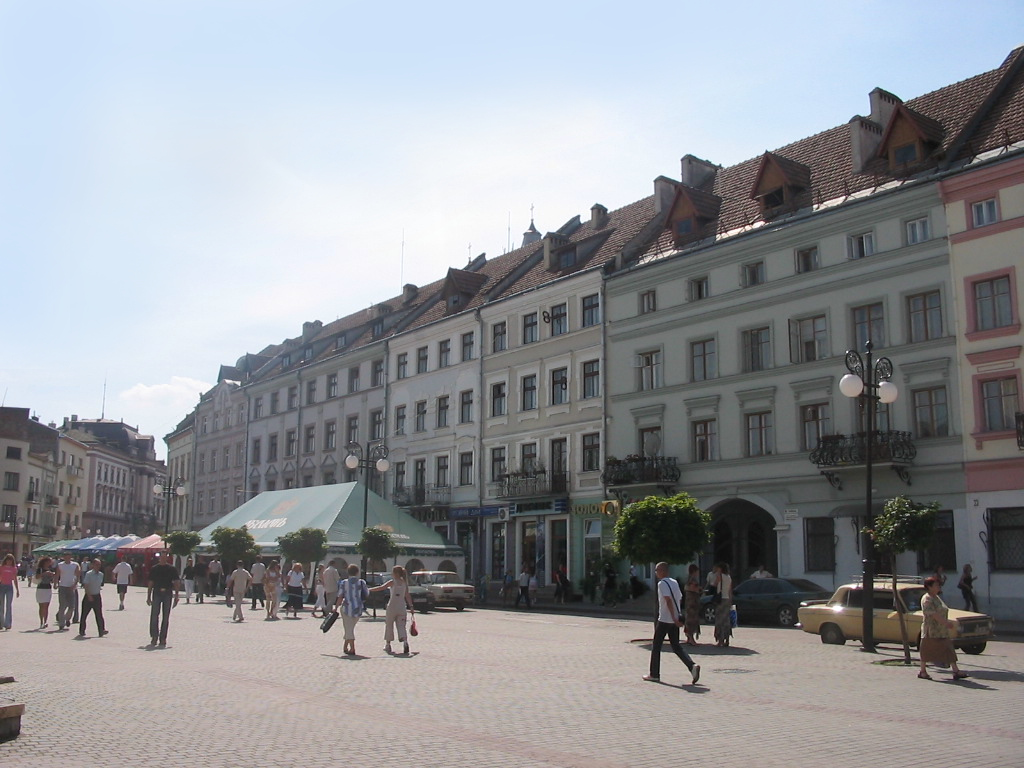
Західна сторона площі Ринок

Колись, під галереєю ратуші з південного боку була встановлена фігура єврея із бляхи, — він тримав у руках велику хлібину з написом «один грош». Це означало наскільки був дешевий хліб у Станіславі.
У міській газеті «Кур'єр Станиславовський» за 15 січня 1905 року містилася така публікація про розміри площі Ринок: 
|  | Загальна площа — 9667 квадратних метрів. На ній може розміститися все населення Станіславова з розрахунку чотири людини на квадратний метр — 34636 осіб. |

У 1905 році населення міста нараховувало 33077 осіб.
У 2000 році, в рамках реконструкції площі Ринок, було споруджено фонтан, що мав символізувати відродження життя, яке завжди перемагає смерть. Цей символ має форму зерна, із якого витиналися пагони рослин. З часом металічні «пагони» частково обломилися й через це часто пам'ятник плутають з "яйцем". У 2004 році монумент опинився в епіцентрі політичного скандалу. Дотепні івано-франківці оголосили його пам'ятником яйцю, яке жбурнули у Віктора Януковича, тоді кандидата у президенти. Михайло Ганницький, автор статті «Життя після яйця» («Газета по-київськи» за 24 вересня 2005 р.), вирішив прикрасити своє творіння, а саме — написати те, що так хотіли б побачити читачі. Під фотографією до статті (зображений пам'ятник яйцю в Івано-Франківську) був підпис: рос. «Інцидент увековечен: франковцы поставили памятник ТОМУ яйцу». Звичайно, якби це було правдою: от кумедні франківці, кинули в Януковича яйцем і зразу поставили пам'ятник на честь цієї визначної події. Але от яйце те стоїть уже більше 15 років, і задумувалось як символ зародження життя (звідти ще колись така гарна квіточка «вилуплювалась»), а не як те яйце. Пам'ятник яйцю в Івано-Франківську — єдиний в Україні.

## Сучасність

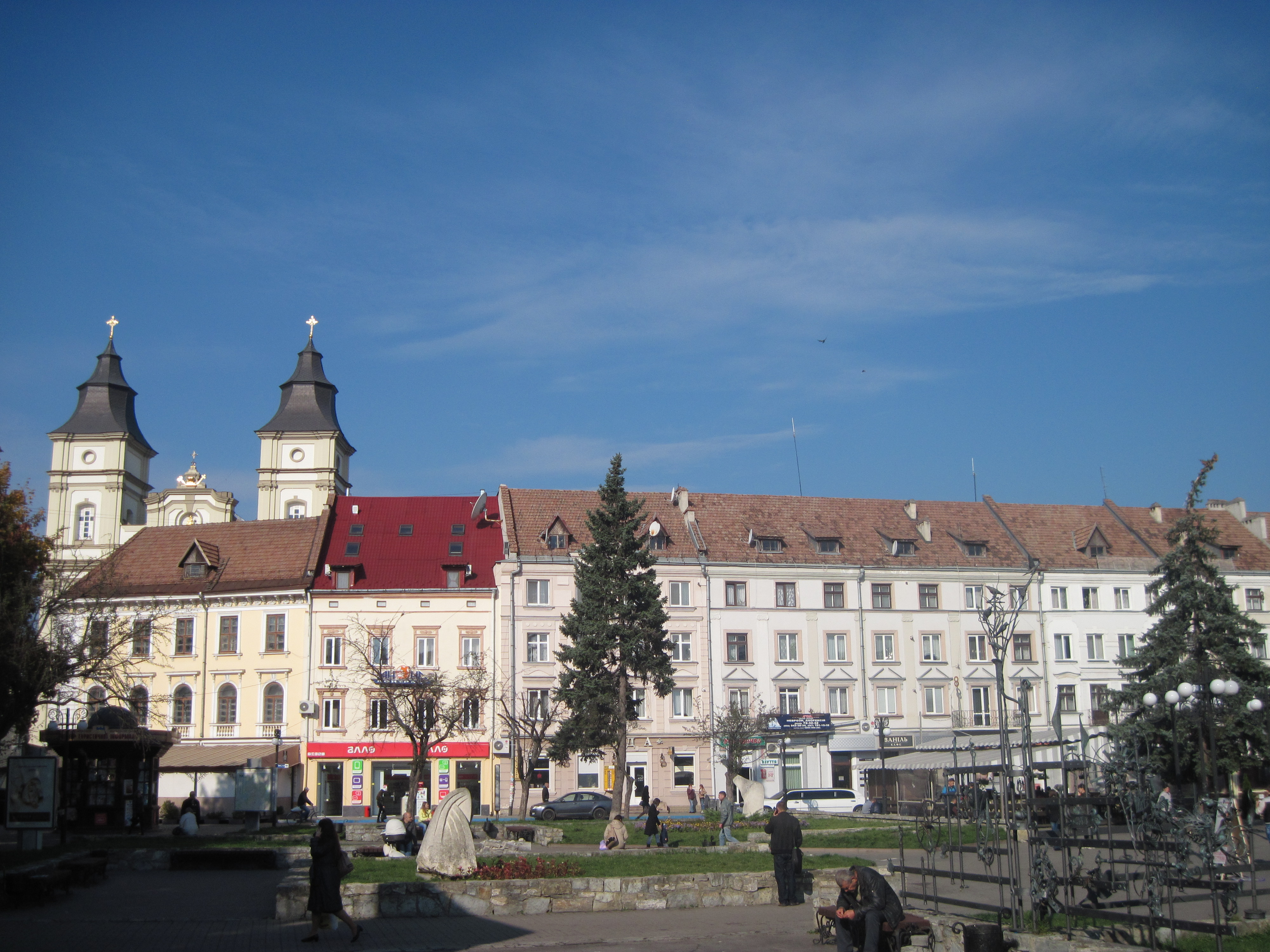
«Рінґ-пляц» в Івано-Франківську

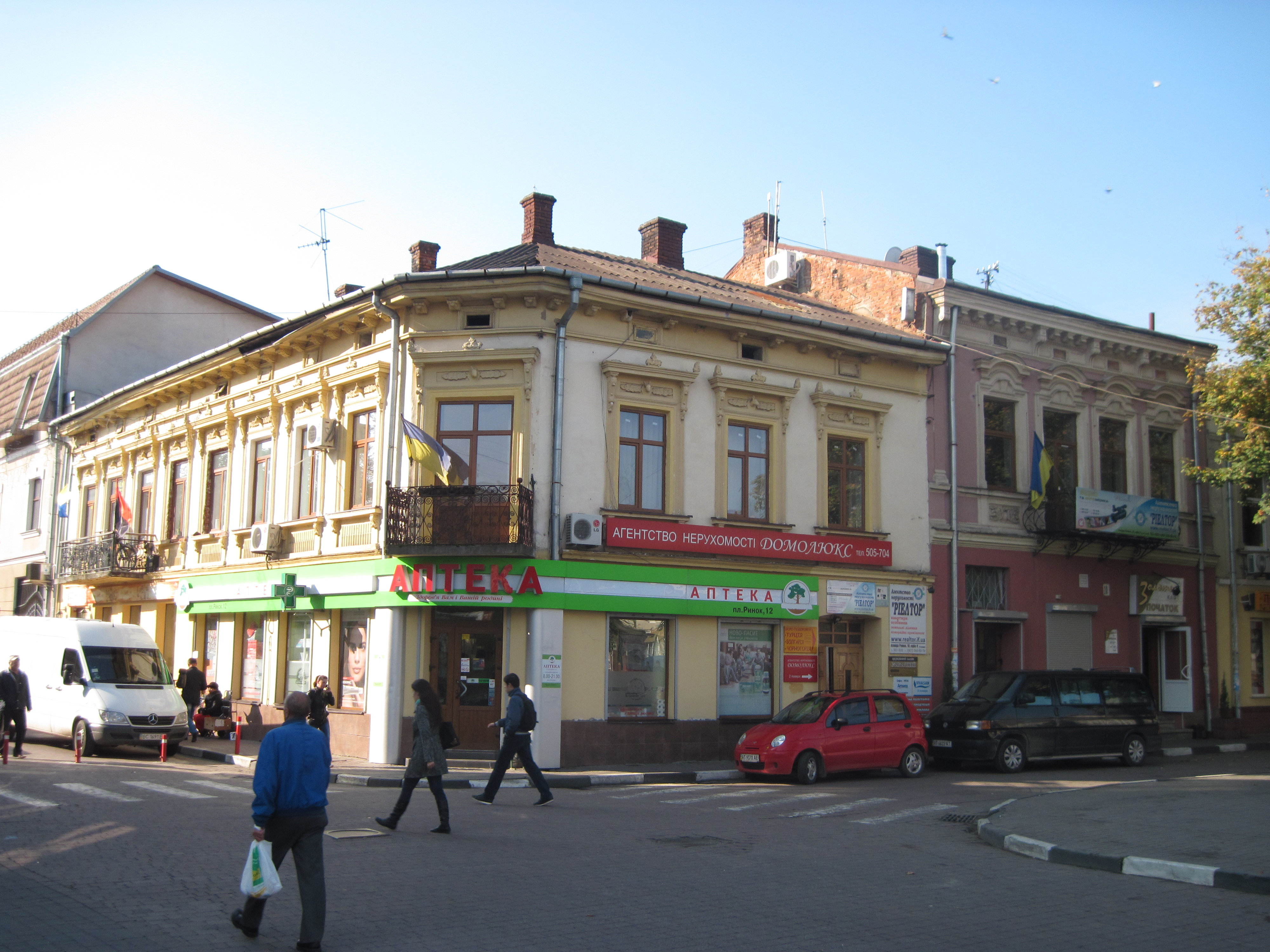
Будинок після реставрації

Довгий час площа Ринок була адміністративно-економічно-культурним центром Станіслава. Щоправда, сьогодні вона залишилася тільки культурним центром міста, — однак, тут відбуваються більшість розважальних заходів в Івано-Франківську: виставки, конкурси, святкові концерти, фестивалі.
Зараз на площі Ринок, ближче до катедрального собору, знаходиться кіоск центру туристичної інформації, де можна придбати свіжу пресу, мапи, календарі, журнали, різні матеріали на краєзнавчу і туристичну тематику. Тут також встановлено велике світлове табло з детальною схематичною картою міста.
У 2012 році, до 350-річчя міста, проведено комплекс ремонтно-реставраційних робіт кварталу будинків на площі Ринок, — в рамках так званого трасування історичних меж Станіславівської фортеці.